# Niżnieje Galino
Niżnieje Galino (ros. Нижнее Галино) – wieś (dieriewnia) w Rosji, w Kraju Permskim, w rejonie wierieszczagińskim. W 2021 liczyła 397 mieszkańców.